# Córrego Taquaruçu
Der Córrego Taquaruçu (auch Córrego Taquarussu) ist ein etwa 31 km langer linker Nebenfluss des Rio Piquiri im Westen des brasilianischen Bundesstaats Paraná.

## Etymologie und Geschichte
Taquaruçu ist ein Begriff aus dem Tupi. Er bedeutet Großer Taquara (takûara = und uçu = groß. Taquara) ist der Tupi-Begriff für Bambus beziehungsweise bambusähnliche Pflanzen, die in ganz Brasilien verbreitet vorkommen. Der Name wird häufig für Flüsse und auch für Ortschaften verwendet.

## Geografie

### Lage
Das Einzugsgebiet des Córrego Taquaruçu befindet sich auf dem Terceiro Planalto Paranaense (Dritte oder Guarapuava-Hochebene von Paraná).

### Verlauf
Sein Quellgebiet liegt im Munizip Braganey auf 556 m Meereshöhe an der Grenze zum Munizip Iguatu an der PR-474.
Der Fluss verläuft auf den ersten sieben Kilometern seines Laufs in Richtung Osten und wendet sich dann nach Nordosten. Er bildet von der Quelle bis zur Mündung die Grenze zwischen Iguatu und Braganey. Er mündet auf 299 m Höhe von links in den Rio Piquiri  Er ist etwa 31 km lang.

### Munizipien im Einzugsgebiet
Am Córrego Taquaruçu liegen die zwei Munizipien Iguatu und Braganey.